# Closa
Les closes són un sistema de conservació de sòls i aigües, amb un aprofitament agropastoral. L'estructura tradicional d'una closa és un prat de dall o pastura, tancat per arbres essencialment de fulla caduca (oms, freixes, àlbers, verns i altres). Tenen un sistema de drenatges que permeten l'escolament de l'aigua, la inundació de la closa i la rentada de sals. Ocupen zones d'aiguamolls dessecats al segle xviii i es caracteritzen per tenir nivells freàtics elevats, sòls mal drenats i sovint salins o salino-sòdics. Aquests espais constitueixen una unitat ecològica molt destacable en el conjunt del Parc Natural dels Aiguamolls de l'Empordà.